# Eburia inarmata
Eburia inarmata is een keversoort uit de familie van de boktorren (Cerambycidae). De wetenschappelijke naam van de soort werd voor het eerst geldig gepubliceerd in 1973 door Chemsak & Linsley.